# Everton Ramos da Silva
Everton Ramos da Silva (São Paulo, 8 de junho de 1983) é um futebolista brasileiro que atua como atacante. Atualmente, defende o Futebol Clube de Pedras Rubras, de Portugal.

## Carreira
Começou sua carreira profissional no Grêmio Recreativo Barueri em 2004, onde ficou até 2006. Na metade do ano de 2006 foi contratado pelo Heracles Almelo, time da primeira divisão da Holanda, onde jogou até 2013, e foi considerado o maior artilheiro do time.
Em 2013 jogou no Al Nassr na Arabia Saudita. E em 2014 mudou-se para China jogou pelo Shangai Shenxin. passou por Rio Claro Futebol Clube, em 2016 foi para o Guarani de Campinas, também jogou no Esporte Clube Taubaté em 2017 passou pelo Ituano, e pelo Bragantino, 2018 foi para o XV de Piracicaba, depois para o Clube Desportivo de Cinfães, clube que milita na terceira divisão Portuguesa.

## Títulos
Grêmio Barueri
- Campeonato Paulista - Série A2 - 2006.

Al-Nassr
- Copa da Coroa do Príncipe: 2013–14[1]

## Prêmios individuais
Heracles Almelo
- 2° Melhor Jogador Brasileiro á atuar na Holanda - 2013
- Maior artilheiro do Heracles Almelo na Eredivisie